# Remington Arms
 Remington Arms Company , Inc va ser fundada el 1816 per Eliphalet Remington en Ilión, Nova York, com a  E. Remington and Sons . És l'empresa més antiga als Estats Units que encara fa el seu producte original, i és el més antic fabricant contínuament operatiu a Amèrica del Nord. És l'única companyia nord-americana que produeix armes de foc i municions, el productor més gran dels Estats Units d'escopetes i rifles. Després d'una absència de 12 anys en el mercat de revòlvers, Remington va anunciar l'abril de 2010 el model 1911 R1, anunciant que estaran disponibles a través de concessionaris independents seleccionats a partir del juny de 2010. L'última pistola produïda per Remington Arms, el model XP-100R, va cessar la seva producció en 1998. Els seus productes es distribueixen a més de 60 països. Remington també ha desenvolupat o adoptat cartutxos més que qualsevol altre fabricant de pistoles o de municions al món.
Remington és part del Freedom Group propietat de Cerberus Capital Management.

## Història
Remington va ser fundada el 1816 per Eliphalet Remington II, el creia que podria construir una arma millor que la que ell podria comprar. Les comunitats agrícoles a la regió van ser famoses per les seves diverses habilitats i autosuficiència, i les temporades d'hivern van ser usades per l'artesania que proporciona béns per a ús i també per a la venda. El pare del Eliphalet va ser un ferrer i volia ampliar el seu negoci amb la producció de canons de fusell. Els residents locals sovint construïen els seus propis fusells per estalviar en els costos, però compraven el canó. El pare d'Eliphalet el va enviar a un conegut fabricant de canons de fusell en una ciutat important per comprar un i amb la missió d'observar la tècnica de fabricació d'ells. En aquella època, el mètode consistia a escalfar i embolicar llargues i planes barres de ferro al voltant d'una vareta de metall del calibre desitjat. Per escalfament i martelleig les barres enroscades al voltant de la vareta central, el metall de canó es convertia en un cilindre sòlid, moment en què la vareta s'extreia. Després de la seva tornada a casa, va aconseguir fabricar un canó amb èxit fent l'operació en la forja del seu pare, en Ilion Gorge, Nova York. Va començar per dissenyar i construir un rifle d'espurna per a si mateix. En la tardor d'aquest any, va participar en un concurs de tir; tot i que només va acabar en segon lloc, la seva arma impressionar als altres tiradors. Abans que Eliphalet deixés el camp de tir aquest dia, havia rebut tants comandes d'altres competidors que oficialment va entrar en el negoci d'armeria. El 1828, es va traslladar a la propera Ilión, Nova York, en el mateix lloc que és utilitzat per la moderna planta d'armes de foc de Remington.
En 1865, Remington s'incorporà en una societat anònima i el 1873 va començar una nova empresa, produint màquines d'escriure de la marca  Remington Rand . El 1886 va vendre el negoci de les màquines d'escriure. Remington Rand es va convertir en la companyia de màquines d'escriure, i el negoci de les armes de foc es va convertir en  Remington Arms Company . El 1888, Remington va ser comprada per  Marcus Hartley and Partners , una important cadena de productes esportius que també posseïa la companyia  Union Metallic Cartridge Company  a Bridgeport, Connecticut. La fàbrica de Bridgeport es va convertir en la planta de municions de la signatura Remington.
El 1912, Remington i Union Metallic Cartridge es van combinar en una sola entitat, anomenada  Remington UMC . Fins i tot avui en dia, Remington produeix municions de marca UMC. El 1915, la planta en Ilion es va ampliar i amb aquesta expansió es va convertir en bàsicament la mateixa planta que existeix actualment. Durant la Primera Guerra Mundial, Remington va produir armes sota contracte per a diverses potències aliades. Remington va produir fusells Berthier MLE 1907/15 per a França, Enfield Pattern 1914 per al Regne Unit, i Mosin-Nagant model 1891 per a la Rússia Imperial. Com es va intensificar la guerra, la producció de Remington va créixer cada vegada més.
Quan Estats Units va entrar a la guerra, Remington es va involucrar profundament en l'esforç de guerra. Notables contribucions per Remington inclouen el desenvolupament i la producció del fusell US Rifle M1917, (una versió simplificada del britànic Enfield P. 14 en calibre .30) i el desenvolupament del dispositiu Pedersen.
A la fi de la guerra, el col·lapse del govern Imperial rus va tenir un greu impacte sobre les finances de Remington. Rússia havia ordenat enormes quantitats d'armes i municions, però es va quedar curta de diners per pagar les ordres. Retardar el pagament, apuntant a presumptes defectes en els productes de Remington. Quan els bolxevics van prendre el poder durant la Revolució Russa, van repudiar el contracte totalment. Remington es va quedar amb enormes reserves d'armes i municions i sense perspectives de pagament. La intervenció del Govern dels Estats Units va poder salvar l'empresa de la fallida. Observant l'explosiu creixement dels negocis al començament de la guerra i la precipitada declinació al final, Remington va prendre la decisió de promoure i insistia en la seva línia de productes esportius. Van considerar els productes de caça un negoci més estable que podria ajudar-los a sobreviure futures pujades i baixades.
Durant la Gran Depressió, Remington va ser comprada per l'empresa DuPont Corporation, que va fer la seva fortuna en el desenvolupament de pólvores. Un any més tard, Remington va comprar la companyia  Peters Cartridge ; avui en dia, molts de les marques de municions Remington encara tenen RP per Remington-Peters.
El 1940, l'exèrcit dels Estats Units preocupat per la seva poca capacitat en reserves de munició i va demanar a Remington seva col·laboració en un pla d'expansió nacional. Amb l'ajuda de DuPont, Remington va construir les plantes de munició  Lake City Arsenal  i  Denver Ordnance  i tres més posteriorment. Tot i que les plantes pertanyien al Govern dels Estats Units, Remington va sol·licitar i va obtenir permís per supervisar el seu funcionament. Entre les armes que Remington va fabricar per al govern durant la Segona Guerra Mundial va estar el famós fusell Springfield M1903 A3.
Durant la dècada de 1950 i 1960, Remington es va ramificar cap a altres productes a més de les armes, amb la compra de la companyia d'eines  Mall Tool Company  el 1956. Un dels productes van ser les motoserres de cadena.
El 1962 Remington va introduir el fusell de franctirador de Remington 700 del qual també hi ha una versió per a ús esportiu. El fusell es va convertir en un dels èxits de la firma i ràpidament es va prestar a l'evolució de moltes subvariantes, incloent els Remington 700 BDL, Remington 700PSS (més tard renombrado P 700, molt popular entre els organismes d'aplicació de la llei) i la versió militar M24 SWS que va ser el fusell de franctirador estàndard de l'exèrcit dels Estats Units entre 1988-2010 i encara serveix en altres forces armades del món. Altres empreses d'armes de foc han dissenyat i fabricat fusells de franctirador, basats en el fiable i precís sistema del Remington Model 700.
El 1986, Remington va tancar la seva planta de municions a Bridgeport, Connecticut, creant una instal·lació Lonoke, Arkansas. Aquest lloc va ser escollit per ser el centre geogràfic del mercat esportiu de municions. El 1993, Remington va ser venuda per DuPont a l'empresa d'inversió  Clayton, Dubilier & Rice .
El juny de 2007, la firma de capital privat, Cerberus Capital Management, va adquirir Remington Arms per 370 milions de dòlars, incloent 252 milions de dòlars en deute assumit. El 2007, Remington Arms va adquirir l'empresa fabricant de fusells Marlin Firearms. L'octubre de 2009, Remington Military van adquirir l'empresa fabricant de silenciadors Advanced Armament Corporation.